# Лозер
 Тази статия е за планината във Франция.  За департамента вижте Лозер (департамент).  
Лозер (на френски: Lozère) е планина в централната част на Франция, част от Централния масив. Тя е образувана предимно от гранити. Цялата планина попада в границита на Националния парк „Севен“ Най-висока точка е връх Финиел с надморска височина 1699 m.